# Русская актёрская школа (театр-студия)
«Русская актёрская школа» — театр-студия в Бремене.

## История театра
В 1996 году профессор Семён Аркадьевич Баркан был приглашен в Бременский университет в качестве руководителя вновь организованного семинара «История русского театра». Позднее этот семинар вырос в театр-студию «Русская актёрская школа», а его слушатели стали первыми актёрами.
В своем творчестве С. А. Баркан следует традициям классического русского театра. На сцене было поставлено 12 спектаклей. Спектакль «Утиная охота» стоит первым в этом списке. Потом последовали — «Старые монологи о главном», «Жестокие игры», «Циники», «Скамейка»… «Ящерица», спектакль-притча выдающегося драматурга современности Александра Володина, был также поставлен и на немецком языке. Спектакль «Последняя роль Соломона Михоэлса», поставленный по пьесе З. Сагалова, посвящён выдающемуся еврейскому актёру, режиссёру, общественному деятелю Соломону Михоэлсу, убитому по личному приказу Сталина. «Стеклянный зверинец» Тенесси Уильямса Баркан увидел по-своему, глубоко раскрыв тему взаимоотношений родителей и детей. «Сказ про Федота-стрельца» Л. Филатова, искрометный веселый спектакль, не оставил никого равнодушным. В августе 2008 года состоялась премьера спектакля «…Забыть Герострата!» Г. Горина. Остросатирический спектакль был принят с восторгом зрителями.
Участники театра — молодёжь и старшее поколение. Каждую неделю в театре проводится мастер-класс, где все участники театра постигают актёрское мастерство по программе московских театральных институтов.
Театр-студия «Русская актёрская школа» дважды участвовал в Фестивале русских театров в Париже и дважды становился Лауреатом этих фестивалей (1998 и 1999 гг.). В Париже были показаны спектакли «Скамейка», «Старые монологи о главном» и «Жестокие игры».
Театр принимал активное участие в проведении дней России в Германии, в Бремене в 2002 году. При переполненных залах были показаны отрывки из спектаклей «Дядя Ваня», «Последняя роль С. Михоэлса», «Трудные люди», «Стеклянный зверинец».
Стал уже традицией ежегодный приезд в рамках театрального фестиваля учеников С. А. Баркана — театра «ФЭСТ» из подмосковного города Мытищи («ядром» театра стал курс, который С. А. Баркан вёл в течение 5 лет в Высшем Театральном Училище им. М. С. Щепкина), известного далеко за пределами России «Модель-театра» Анатолия Ледуховского, театра из Химок под руководством Сергея Постного, молодёжного театра из Щербинки, «Маленького Театра» с Красной Пресни из Москвы.
Каждый такой фестиваль — это не только театральный праздник для зрителей, но это и творческие встречи Учителя и учеников.

## Репертуар
- 1997 — А. Вампилов «Утиная охота»
- 1998 — «Старые монологи о главном»
- 1998 — А. Гельман «Скамейка»
- 1999 — А. Мариенгоф «Циники»
- 2000 — А. Арбузов «Жестокие игры»
- 2001 — А. Володин «Ящерица»
- 2002 — А. Володин «Ящерица» (на немецком языке)
- 2003 — З. Сагалов «Последняя роль Соломона Михоэлса»
- 2004 — Й. Бар-Йосеф «Трудные люди»
- 2004 — Л. Филатов «Про Федота-стрельца…»
- 2005 — Т. Уильямс «Стеклянный зверинец»
- 2008 — Г. Горин «…Забыть Герострата!»